# 罗宾·狄克逊
罗宾·狄克逊（英語：Robin Dixon，1935年4月21日—），英国男子雪车运动员。他曾代表参加1964年和1968年冬季奥林匹克运动会雪车比赛，其中1964年冬季奥运会获得男子双人金牌。